# Thomas Mitchell
Thomas Mitchell (født 11. juli 1892, død 17. december 1962) var en amerikansk skuespiller, som var med i John Fords film Diligencen. Han fik en Oscar for bedste mandlige birolle. Han spillede også faderen Scarlett O´Hara i Borte med Blæsten i 1939. Thomas Mitchell døde af kræft.

## Eksterne links
- Thomas Mitchell på Internet Movie Database (engelsk)
- Thomas Mitchell på Filmdatabasen
- Thomas Mitchell på Scope
- Thomas Mitchell på Svensk Filmdatabas (svensk)
- Thomas Mitchell på AlloCiné (fransk)
- Thomas Mitchell på AllMovie (engelsk)
- Thomas Mitchell på Turner Classic Movies (engelsk)
- Thomas Mitchell på Rotten Tomatoes (engelsk)
- Thomas Mitchell på The Movie Database (engelsk)
- Thomas Mitchell på Internet Broadway Database (engelsk)